# فرناندو کالرو
فرناندو کالرو (انگلیسی: Fernando Calero؛ زادهٔ ۱۴ سپتامبر ۱۹۹۵) بازیکن فوتبال اهل اسپانیا است.
از باشگاه‌هایی که در آن بازی کرده‌است می‌توان به باشگاه فوتبال رئال وایادولید و باشگاه فوتبال اسپانیول اشاره کرد.